# Molinos de viento (canción)
Molinos de viento es el sexto sencillo de Mägo de Oz, siendo también el sencillo del álbum Folktergeist.
La letra es del baterista Txus di Fellatio.
Esta canción trata de la locura de don Quijote y la conversación que tiene este con su escudero Sancho después del episodio de los molinos de viento. Quijote le explica que confundió los molinos con gigantes y su fiel acompañante le recrimina por sus alucinaciones, a lo que don Quijote responde que él ve con el corazón, el alma y la imaginación, y no con los ojos.
Otras relaciones literarias del grupo español de folk metal Mägo de Oz perteneciente al álbum La leyenda de La Mancha (1998), pero que fue publicado como sencillo el año 2002 junto con la canción El lago, cuando salió al mercado el álbum en directo Fölktergeist.

## Lista de canciones
| N.º  | Título                           | Duración |  |
| 1.   | «Molinos de Viento» (En directo) | 4:43     |  |
| 2.   | «El Lago» (En directo)           | 4:50     |  |
| 9:33 |                                  |          |  |